# Presencia de América Latina
Presencia de América Latina, también conocido como Integración de América Latina, es un mural de 300 metros cuadrados, pintado en acrílico sobre estuco áspero, por el artista mexicano Jorge González Camarena entre noviembre de 1964 y abril de 1965. La obra está ubicada en el vestíbulo de acceso de la Casa del Arte de la Ciudad Universitaria de Concepción, Chile, y su temática principal, de fuerte carácter simbólico, es la unidad y fraternidad de las distintas culturas latinoamericanas.
Fue declarado Monumento Histórico por el decreto 147 de 2009 del Ministerio de Educación. En 2010, año del bicentenario de Chile, la obra fue reconocida bajo este estatus por el Gobierno de Chile, situándose en la obra una placa que la destaca como tal.

## Historia
El 21 de mayo de 1960, un fuerte terremoto sacudió a la ciudad de Concepción. La infraestructura de la Universidad de Concepción, principal institución educacional de toda la zona centro-sur del país, se vio entonces severamente dañada, quedando muchas de sus edificaciones en pésimas condiciones.

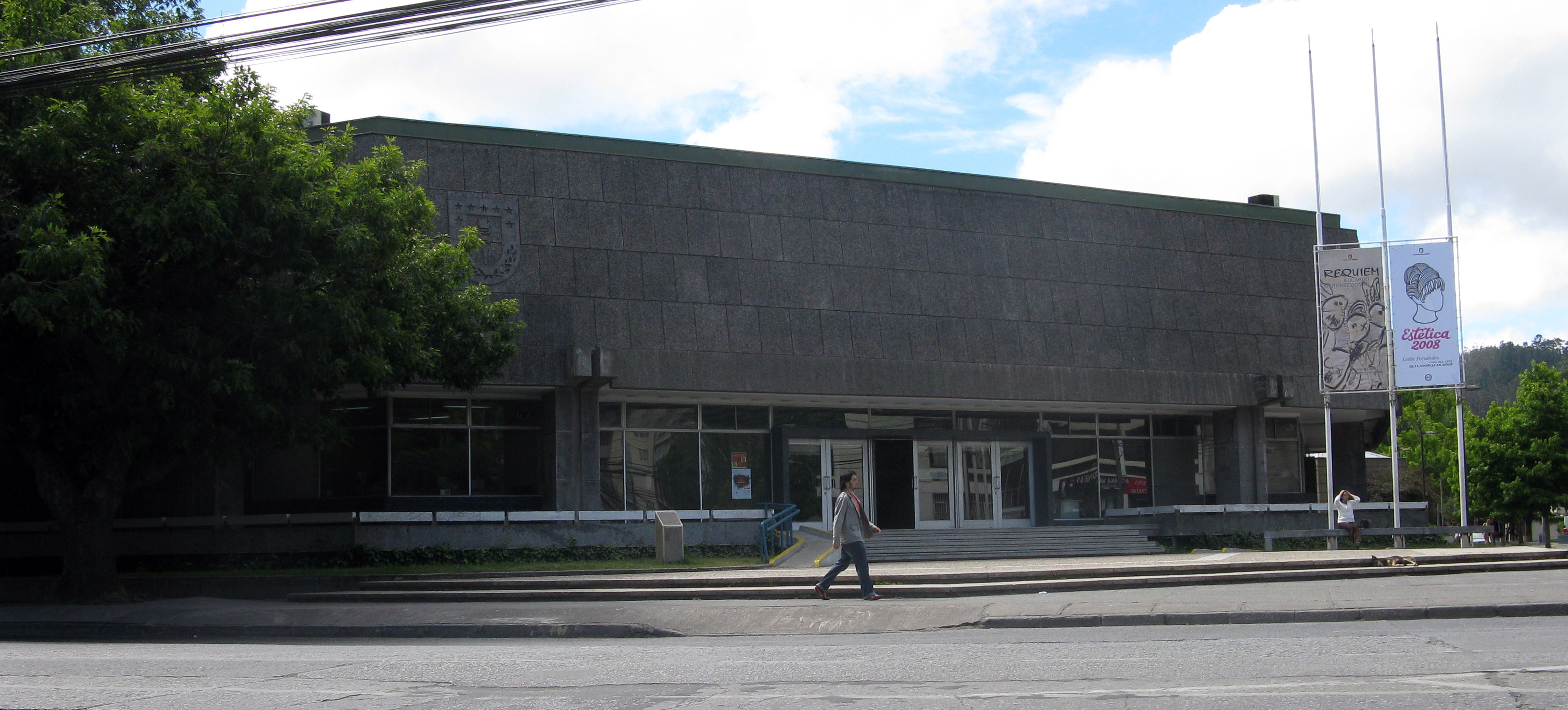
Frontis de la Casa del Arte en 2008. Tras esas puertas está ubicado el mural.

Las medidas mitigatorias del desastre no se hicieron esperar. El consejo de la Universidad, dirigido por el rector de ese entonces, el señor David Stitchkin, aceptó rápidamente la ejecución de diversos proyectos arquitectónicos en el campus.
Mientras tanto, en el otro hemisferio del planeta, la noticia del siniestro y sus consecuencias llegó a oídos del Gobierno mexicano, el cual, en un gesto de compañerismo para con los ciudadanos chilenos afectados, y en reconocimiento del aporte cultural y académico de la Universidad a toda la comunidad, decidió apoyar al financiamiento de un proyecto en particular: la de la Casa del Arte, que se construiría sobre los cimientos de la ex-Escuela Dental.
Apoyando la iniciativa de su país, el muralista Jorge González Camarena sugirió que junto con esta donación financiera se incluyese la elaboración de un enorme mural, que tuviera como tema central la unión y fraternidad de los pueblos americanos. La idea fue aceptada, y presentada al consejo de la Universidad por el embajador mexicano en Chile, don Gustavo Ortiz Hernán.

### Realización del  Mural
Jorge González pidió ayuda a los muralistas mexicanos Manuel Guillén, Salvador Almaraz López y Javier Arévalo para que le ayudasen en aquella empresa, y capacitó además, durante siete meses en Ciudad de México, a dos pintores chilenos en la técnica del acrílico: Albino Echeverría (artista plástico y carpintero, quien ya había colaborado con Julio Escámez para la realización del mural Historia de la medicina y la farmacia en Chile) y Eugenio Brito, asegurando así la futura mantención de la obra.

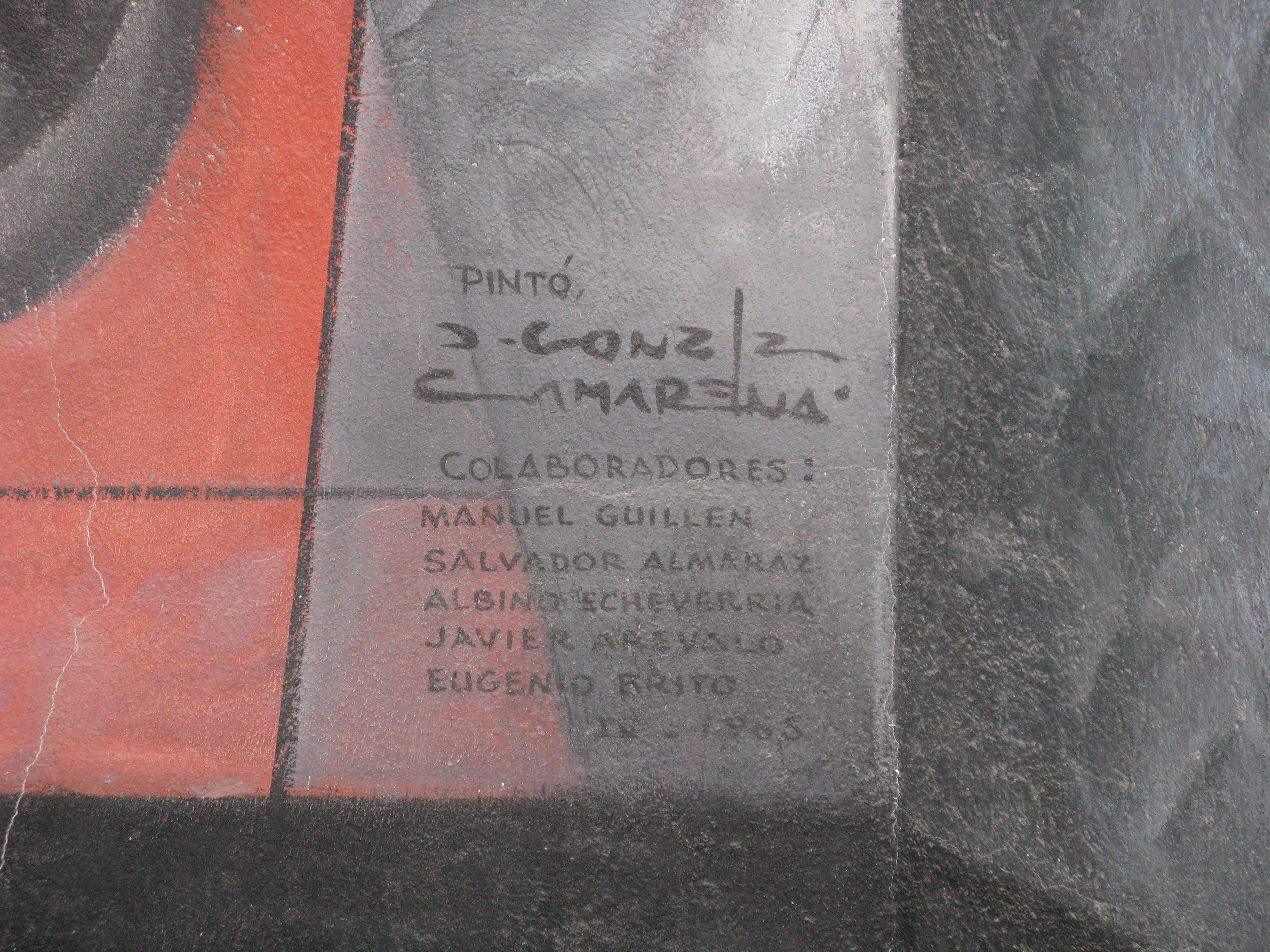
Firma de Jorge González y sus colaboradores, ubicadas abajo, justo entre el costado derecho del mural y la parte central.

En palabras del mismo Echeverría, actual sanador de las obras artísticas de la pinacoteca:

«La verdad es que fue toda una cosa bien extraña la que se generó alrededor de este edificio que iba a ser una escuela de arte, en un principio, gracias a una donación del gobierno mexicano. Pero ya la Pinacoteca estaba en formación, con la colección de la Generación del 13. Se hicieron varios proyectos. El mural primero se había ofrecido para Valdivia, que no aceptó por esas tonterías que cometen los burócratas.»
Albino Echeverría

El mural se pintaría a partir de la realización de un modelo a escala, no solucionado del todo, y varias partes se irían improvisando durante el proceso, bajo la supervisión de Jorge González, pero también dejando algunos rangos de libertad a los demás muralistas mexicanos. El mural contendría, no obstante, muchos rostros y cuerpos de mujer, que no debían ser tratados a la ligera. Por ello, se escogió para trazar estas figuras a la joven modelo mexicana Victoria Dorantes, originaria de Tlaxcala, la cual poseía los finos rasgos indígenas que Jorge González estaba buscando.

## La obra

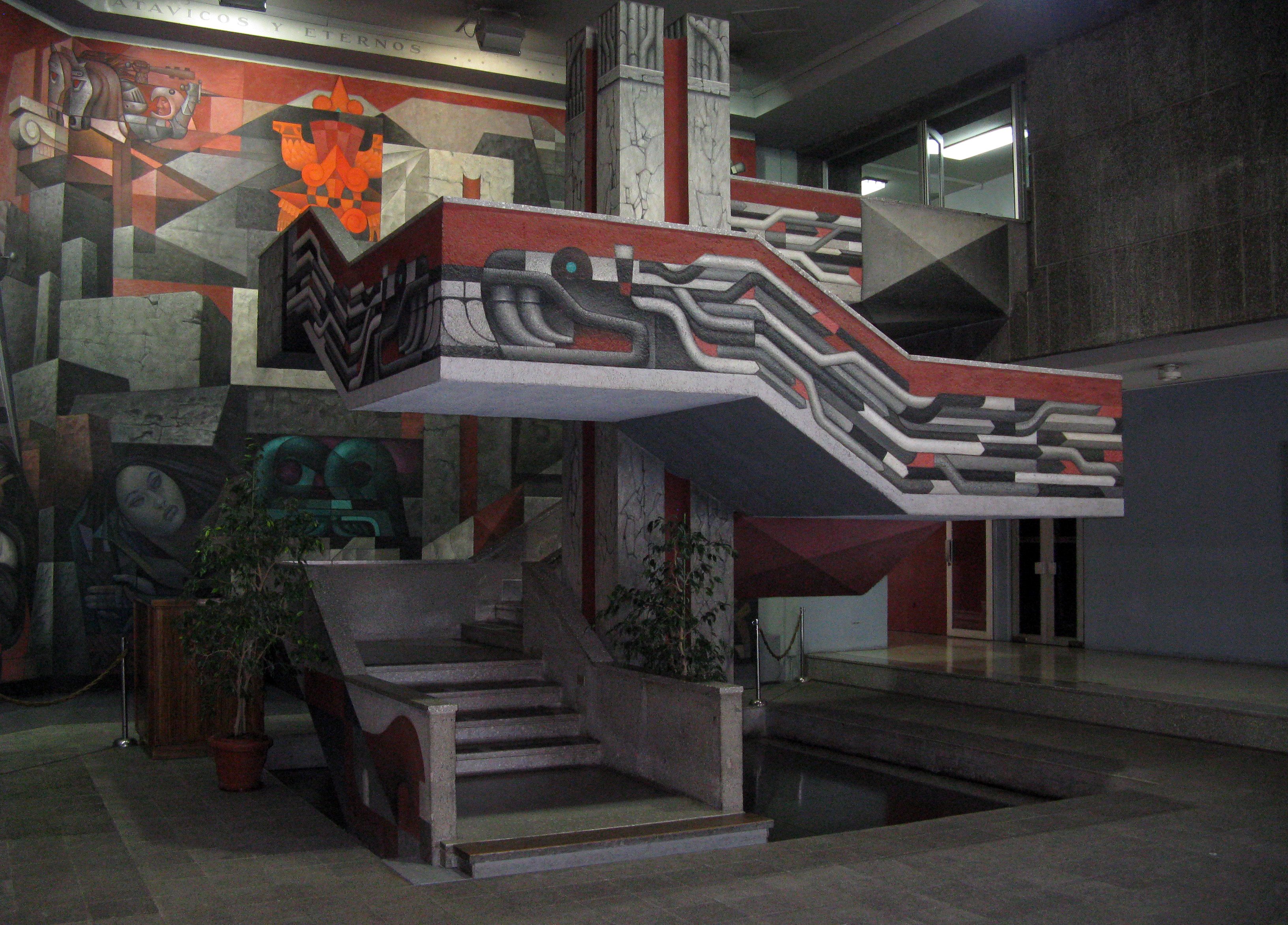
La escalera en espiral fue aprovechada e incorporada en el mural.

### Características
El mural está dividido en tres partes: una parte central y plana, de 20x6 metros, y dos costados laterales oblicuos a este primer plano, de 7,60x6 metros cada uno, lo que da un total de 211,20 metros cuadrados de muro sólido.
Además, el mural aprovecha una escalera en espiral, de esquinas cuadradas, que asciende hasta el segundo piso de la Casa del Arte, donde se ubica una de las salas de exposiciones de muestras permanentes. Con esto el mural alcanza una superficie de aproximadamente 300 metros cuadrados.

### Significado
El mural describe la historia de América Latina a través de angulosas imágenes concretas pero simbólicas, que enfatizan el valor de la fraternidad de las distintas etnias del mundo hispanoamericano. La lectura debe entenderse cronológicamente de derecha a izquierda.

#### Cultura precolombina

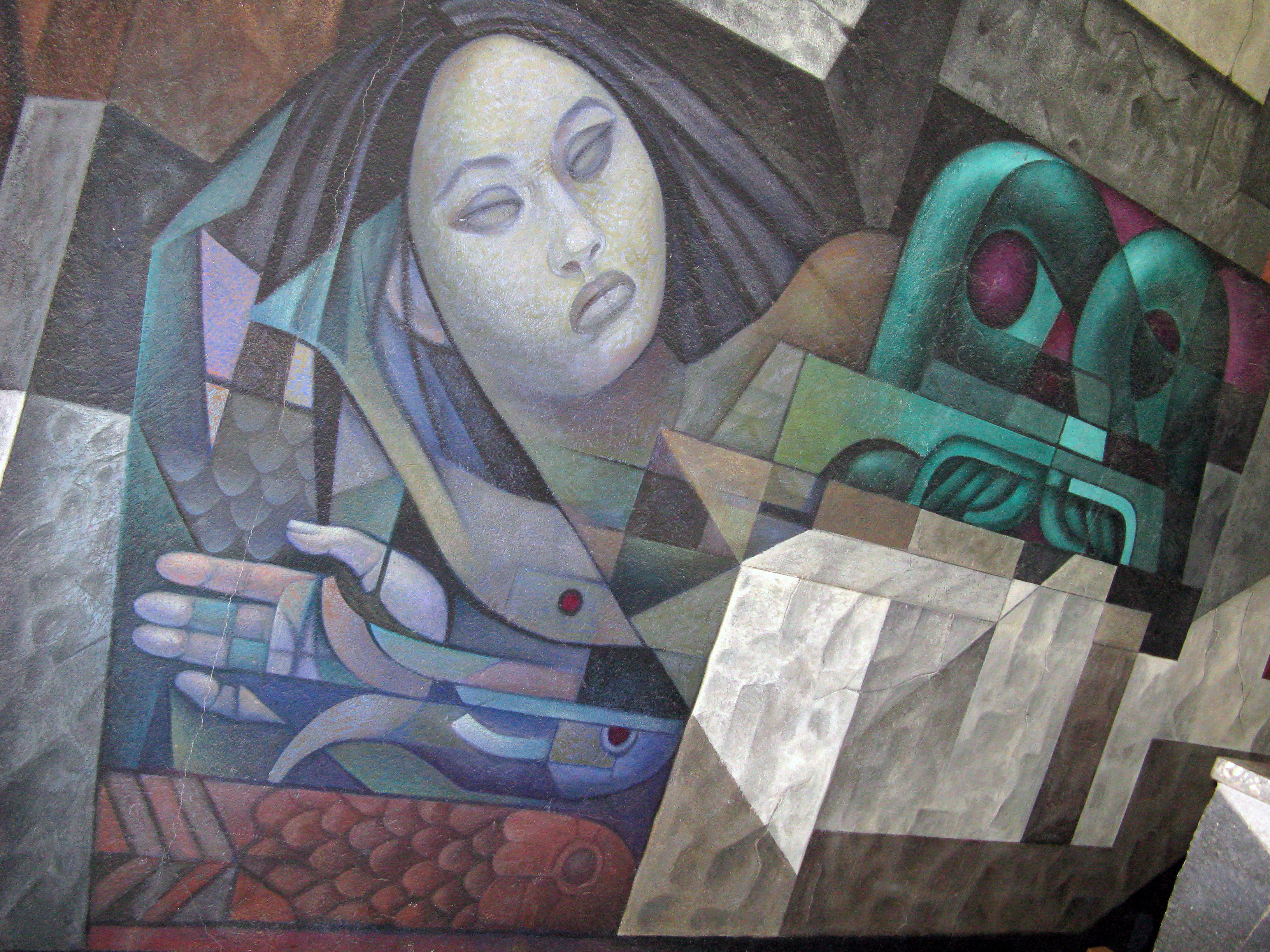
La mujer del mar y Tláloc inician la lectura del mural.

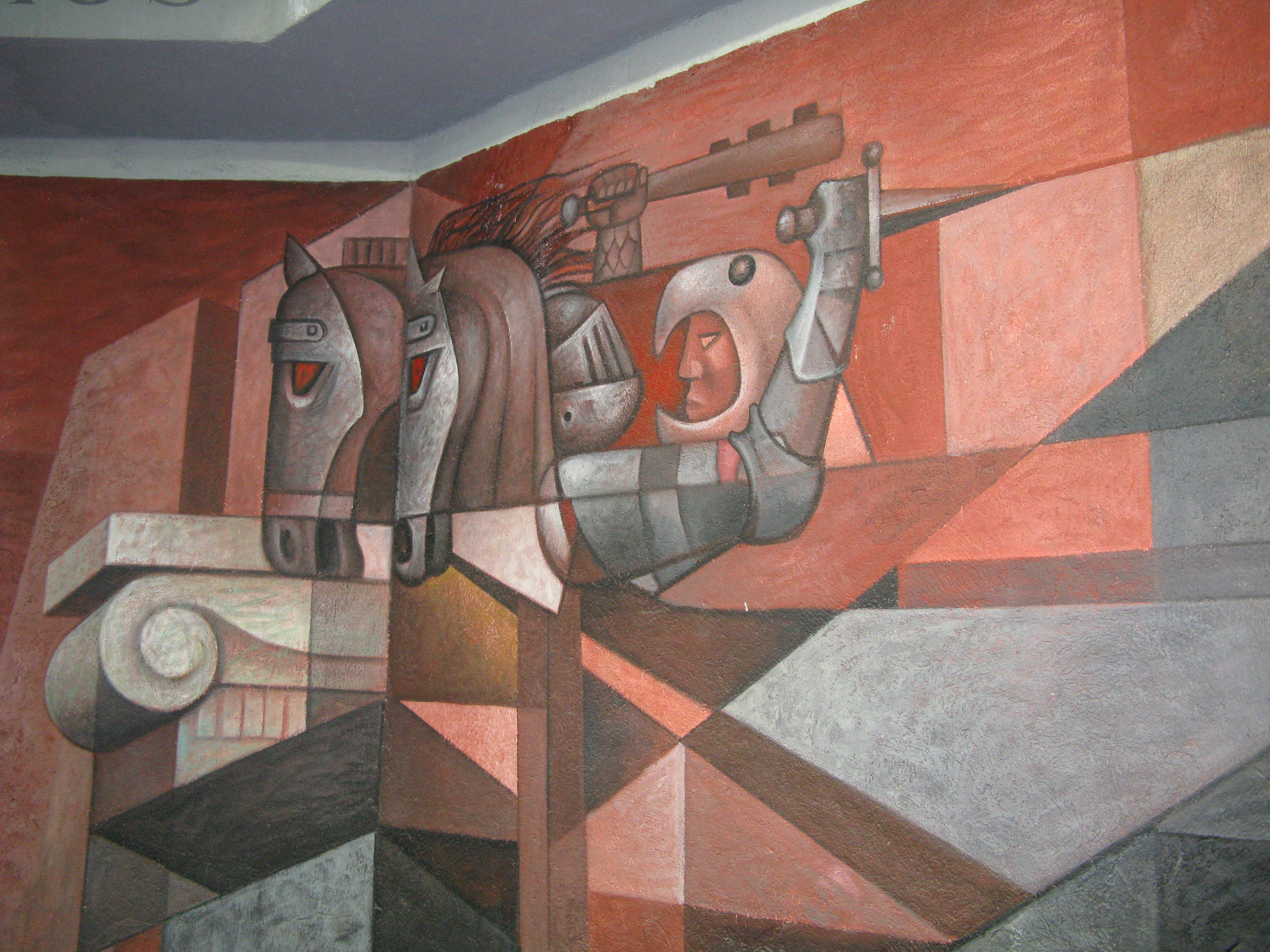
El español en su lucha por la conquista.

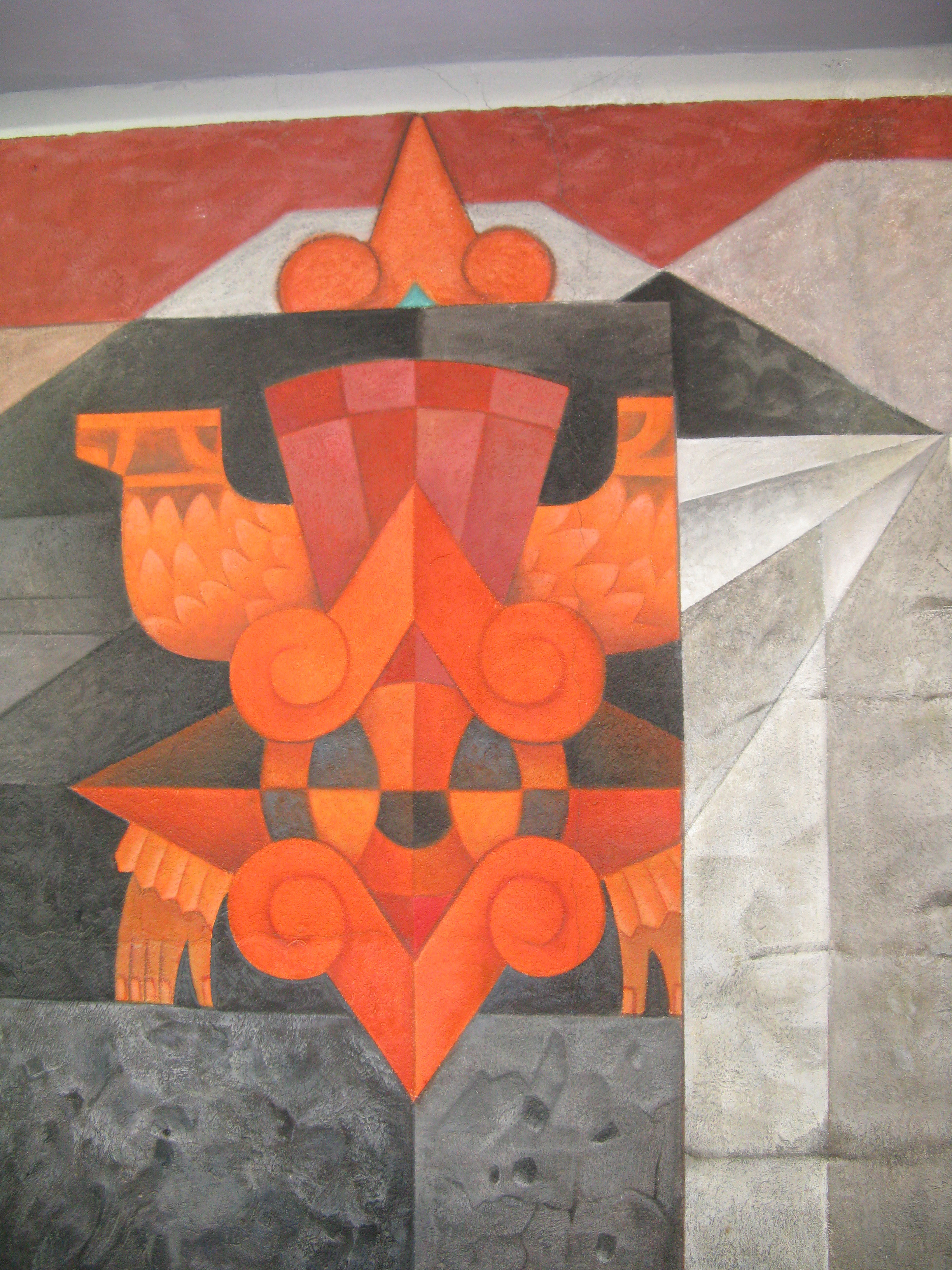
Tzontémoc: el atardecer de la cultura precolombina.

El costado lateral derecho del mural representa la América precolombina. En la parte inferior, del panteón azteca surge una mujer con peces en sus manos, simbolizando la riqueza del mar, y esta se encuentra acompañada a su vez de la verde careta de Tláloc, el dios de la lluvia. Frente a ella está Quetzalcóatl, deidad mexicana con la forma de una serpiente emplumada, que simboliza la cultura, y que en este caso se enrolla en la escalera que asciende al segundo piso de la pinacoteca.
En la parte superior del muro puede apreciarse Tzontémoc («el que cae de cabeza»), deidad que representa el ocaso de la cultura prehispánica; y completando el primer cuadro, a su derecha, se muestra a un soldado español montando a caballo y armado con armadura y puñal, luchando contra un hombre-águila armado con una maza, representándose así la lucha por la conquista.

#### El mestizaje

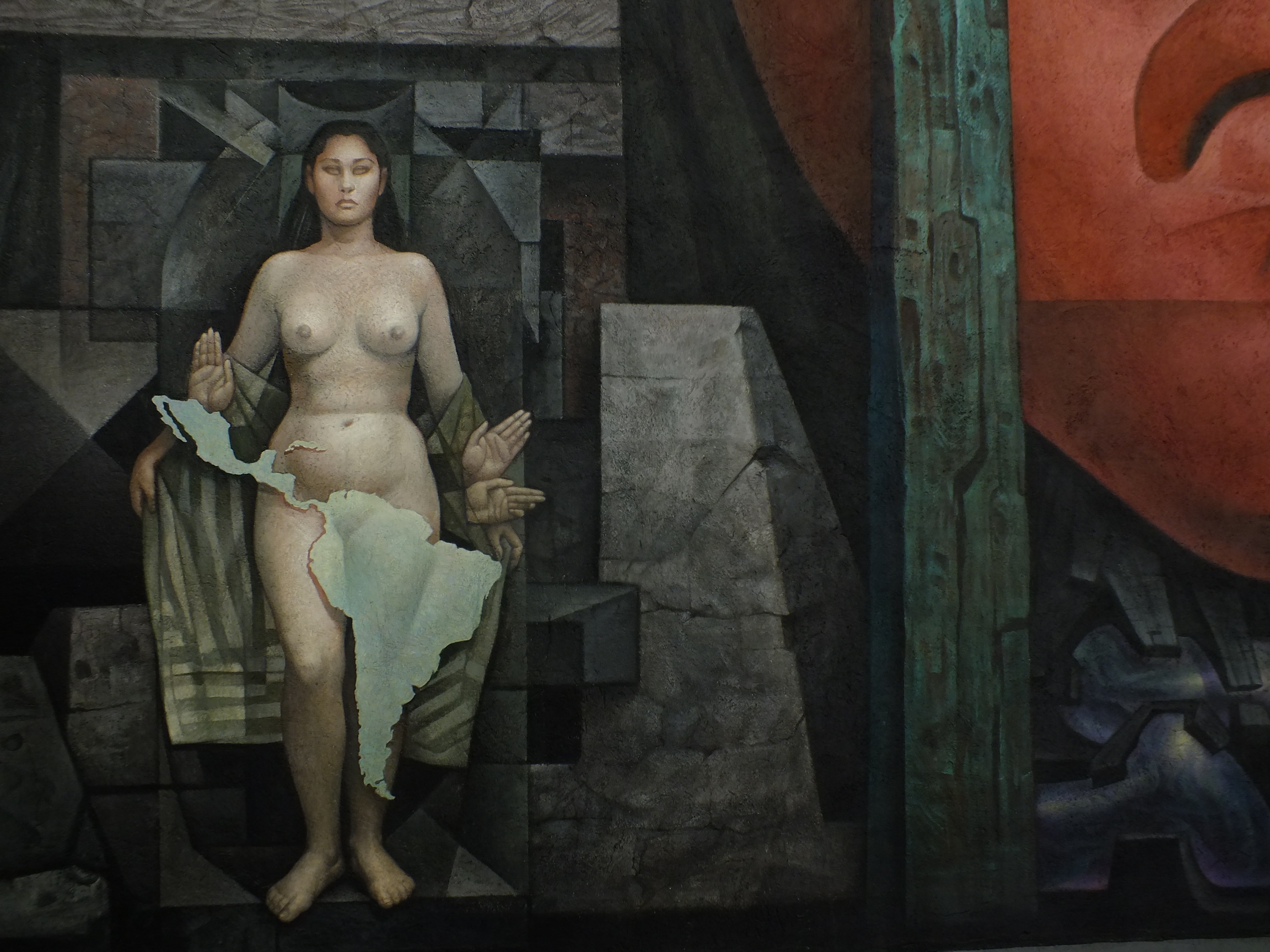
Detalle de la mujer desnuda con el mapa de América Latina.

El muro central comienza apenas un poco más a la izquierda, con el soldado español y la mujer indígena, los principales autores del mestizaje. A este pasaje Jorge González le llamó La pareja original, la cual camina sobre láminas de carbón, y en este subsuelo, mujeres durmientes y aprisionadas simbolizan las riquezas de la tierra: la plata, el oro, el hierro y el cobre. En la superficie de este enjambre de cuerpos y piedras preciosas, brota una mujer embarazada y cubierta de enredaderas, representándose así la fertilidad de la tierra. A partir de ella, surgen el maíz americano y el trigo europeo, alimento que sustenta las bases de la industrialización, la técnica y la ciencia, representada como una intrincada máquina de acero en la parte superior.
Al centro figuran varios rostros que se traslapan, y que simbolizan la fusión de las razas: el más grande, de color rojo, representa la raza americana. Más abajo, una mujer desnuda de tamaño natural tiene el mapa de América Latina en su regazo. Esta constituye la temática principal del mural. El modelo utilizada para el cuerpo de la mujer es el de Alicia Cuevas, oriunda de la ciudad de Coronel, cercana a Concepción. El origen de su rostro, en cambio, se desconoce, apareciendo en otras obras del autor.
Sobre la mujer puede apreciarse un capitel, que simboliza el aporte grecolatino a la cultura americana; y un poco más a la izquierda, grandes bloques de roca sólida, que conforman una gran estructura vertical, simbolizan la arquitectura mesoamericana.

#### La fraternidad

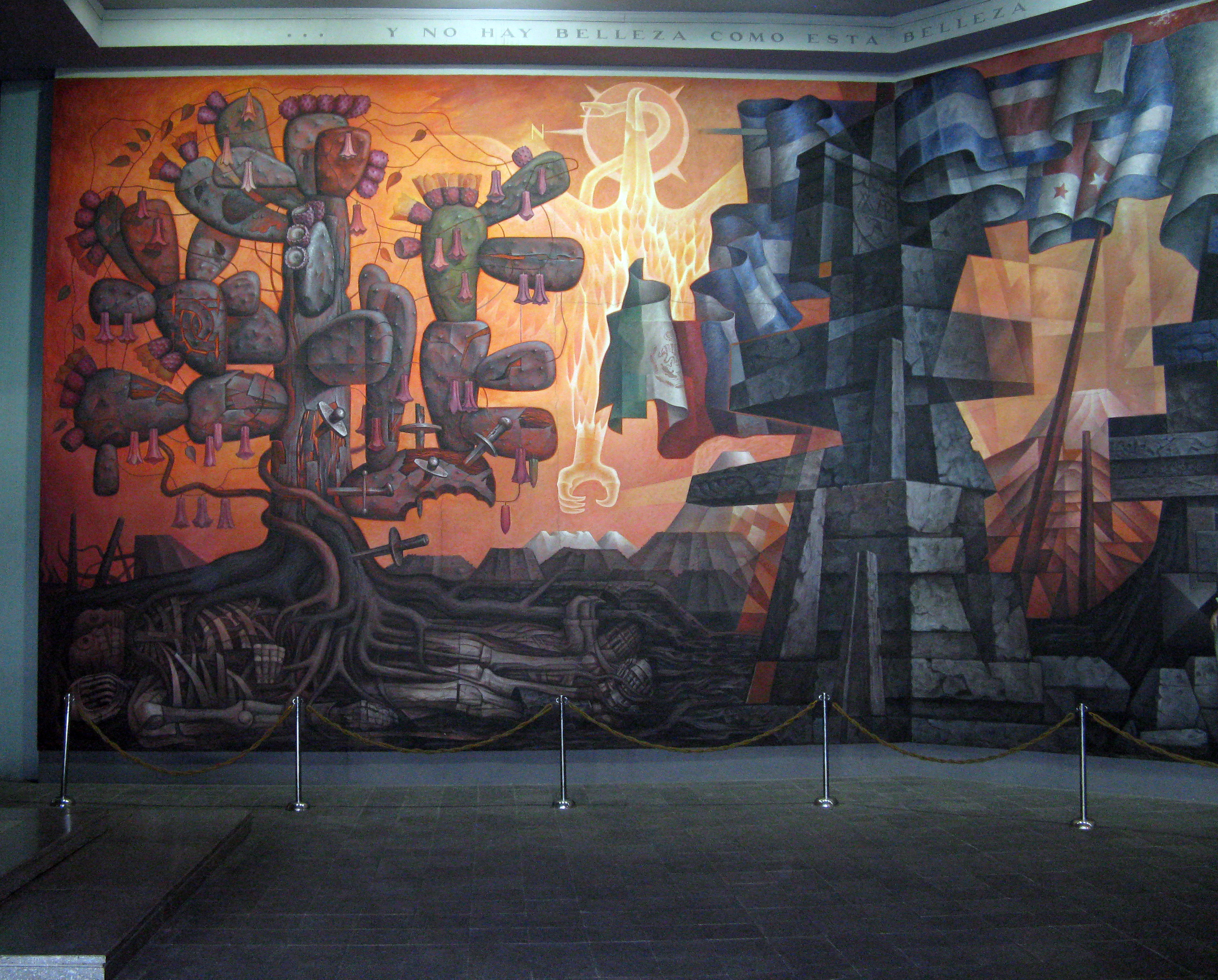
El costado izquierdo del mural, cargado de simbología. Destacan el nopal enraizado con copihues, y las banderas al viento.

En el costado izquierdo, figuran un nopal que se funde con las enredaderas de un copihue (árbol y flor nacionales de México y Chile, respectivamente). El nopal se ve agredido por puñales, que simbolizan el maltrato histórico hacia los latinoamericanos, y sus raíces nacen de cadavéricos soldados guerreros, que la nutren y le dan vida.

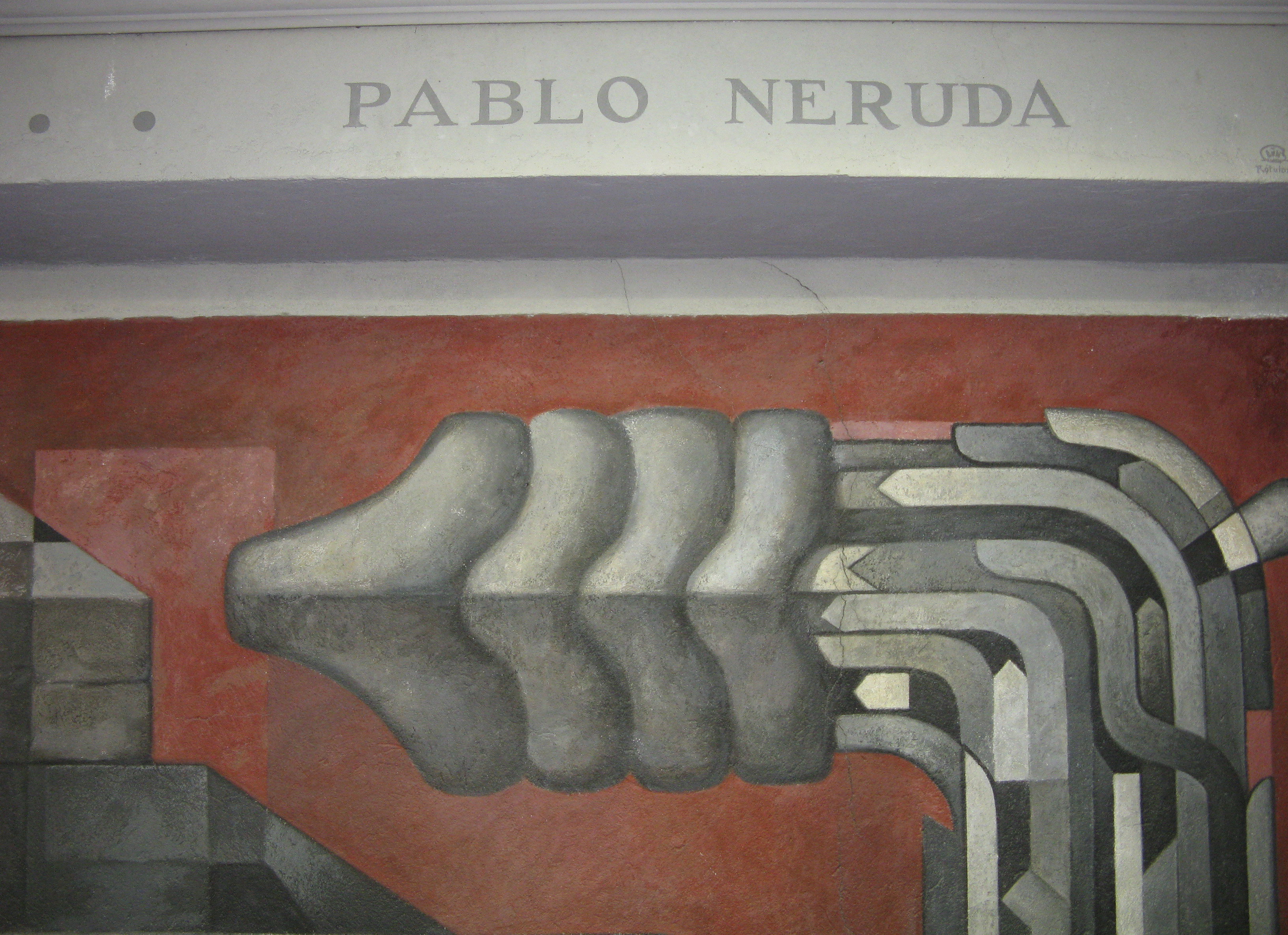
Sobre la punta de la cola de Quetzalcóatl puede leerse «Pablo Neruda», finalizando el extracto de su poema.

A lo largo de toda la parte superior del mural, figuran transversalmente y oscilantes las banderas de las distintas naciones de América Latina. La secuencia comienza con la bandera de Chile por la derecha, junto al cóndor, su ave nacional, y concluye con la bandera de México, junto al águila y la serpiente, importantes símbolos de esta nación. Las banderas están ordenadas de derecha a izquierda, siguiendo la ordenación geográfica de sus distintas naciones, yendo sur a norte. Así se comienza con Chile, Argentina, Uruguay, Paraguay, Bolivia, Brasil, Perú, Ecuador, Venezuela y Colombia, de América del Sur; se continúa con Haití, Cuba, Panamá, Costa Rica, Honduras, Nicaragua y Guatemala, de América Central, y se concluye con México, de América del Norte. Únicamente se excluyen aquellos pueblos que no son soberanos; esto es, las colonias francesas de Clipperton, Guadalupe, Guayana Francesa, Martinica, San Bartolomé y San Martín, además del estado estadounidense de Puerto Rico.
Al fondo, en un tercer plano, también puede apreciarse la lejana Cordillera de los Andes, y en la parte superior del mural aparecen escritos los versos del poeta chileno Pablo Neruda, que coronan toda la obra:

«...Y no hay belleza como esta belleza de América extendida en sus cerros de piedra y poderío, en sus ríos atávicos y eternos...»
Pablo Neruda

## Símbolo universitario y penquista

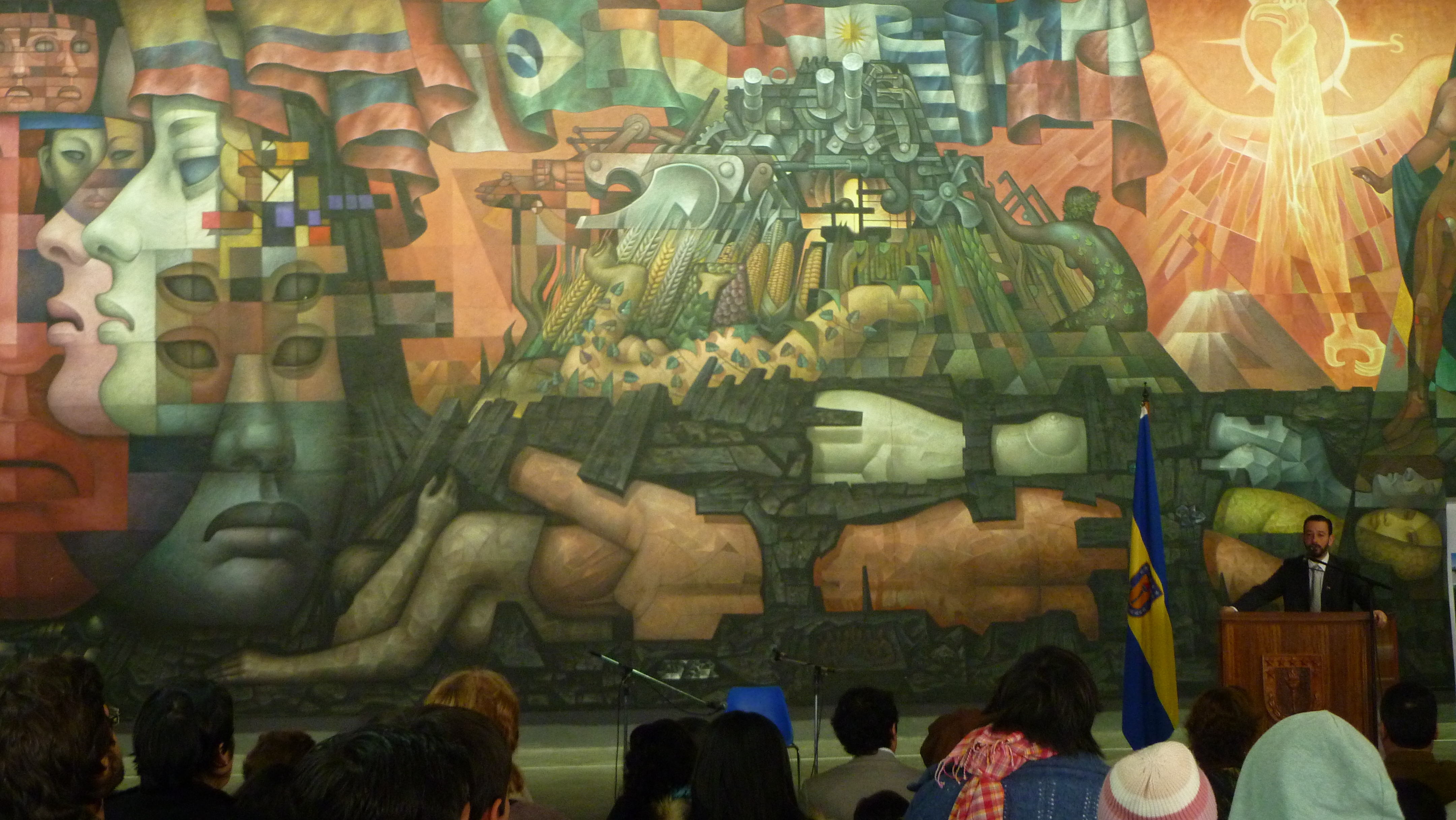
Vista del mural en el «Día del patrimonio cultural penquista».

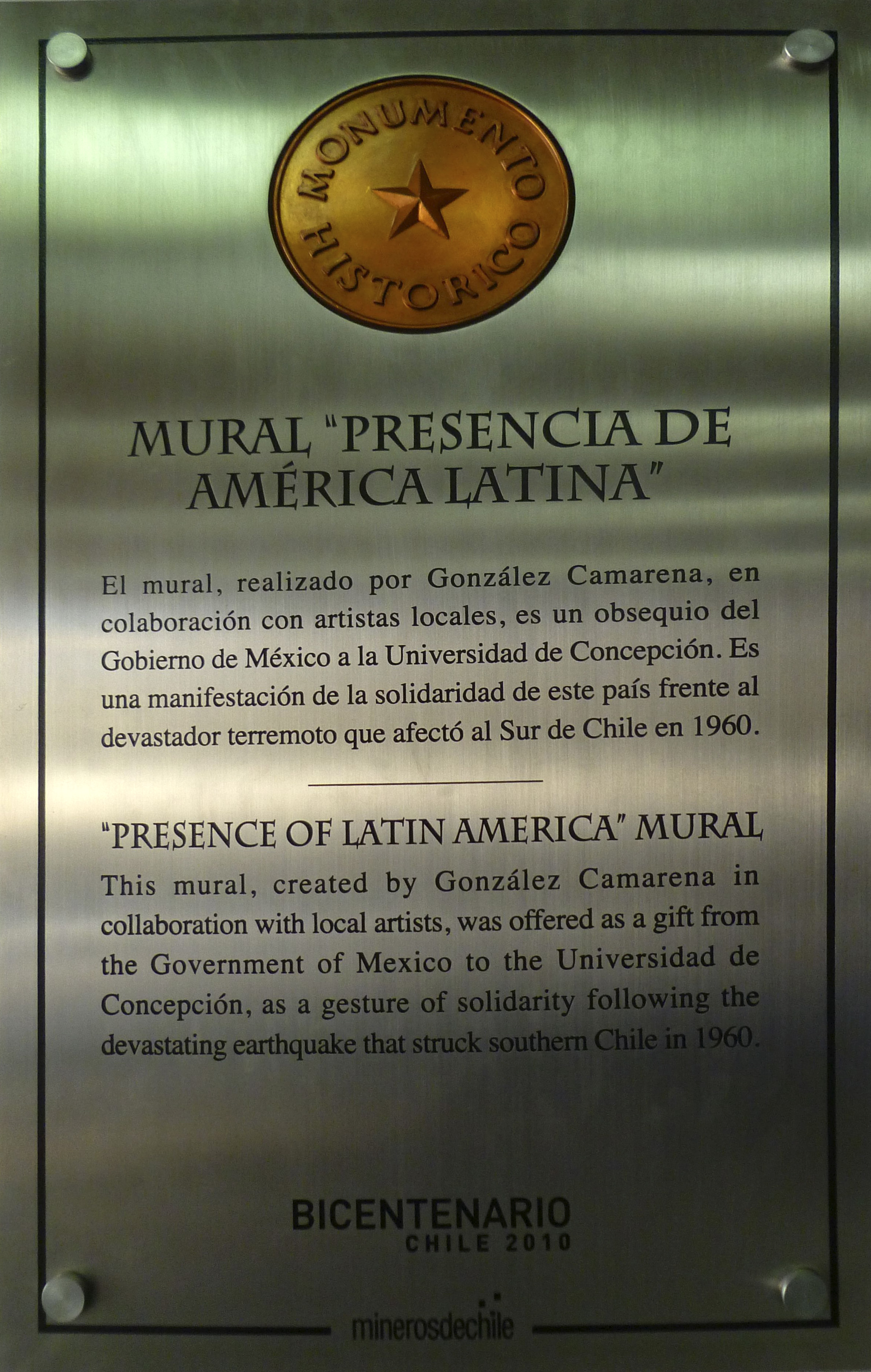
Placa de reconocimiento del mural como monumento histórico nacional.

Al igual que el campanil, el mural Presencia de América Latina constituye un verdadero emblema de la cultura penquista. Es continuamente visitado por turistas tanto nacionales como extranjeros, y reproducido en souvenires, portadas de libros y catálogos, entre otros muchos productos. En 1994 fue reproducido en una estampilla postal, para la conmemoración del 75.º aniversario de la Universidad de Concepción.
En 2009 el sello editorial de la Universidad publicó el libro Presencia de América Latina, Mural Casa del Arte, que contiene imágenes del mural sacadas utilizando tecnología digital de punta. Además incluye una presentación del rector Sergio Lavanchy, estudios sobre los motivos plásticos narrativos de la obra, el texto de Pablo Neruda que aparece sobre el mural, y un texto de Jorge González Camarena describiendo el contenido de su pintura, poniendo énfasis en su unidad genética y cultural, así como en las influencias bolivarianas y nerudianas en la composición. En 2012 apareció una segunda edición del libro, con motivo de la conmemoración del 93.º aniversario de la Universidad.
Desde 2010, año del Bicentenario de Chile, forma también parte de los monumentos históricos del país.